# Boileau-Narcejac
Boileau-Narcejac è la firma comune di Pierre Boileau (1906-1989) e di Pierre Ayraud, detto Thomas Narcejac (1908-1998), scrittori francesi di romanzi polizieschi; alcune delle loro opere sono state adattate per il cinema da Alfred Hitchcock e Henri-Georges Clouzot. All'inizio del loro sodalizio essi utilizzarono anche lo pseudonimo "Alain Bouccarèje".

## Opere
La seguente lista comprende solo i romanzi scritti da entrambi gli autori.
- L'Ombre et la Proie, pubblicato sulla Revue des Deux Mondes (1951-1952); con lo pseudonimo Alain Bouccarèje, Paris, Denoël, (1958)
- Celle qui n'était plus, Paris, Denoël, 1952
  - Gli indemoniati, Il Romanzo per tutti n.10, Milano, Corriere della Sera, 1955
  - I diabolici, trad. di Sarah Cantoni, I Classici del Giallo Mondadori n.376, 1981
  - I diabolici, trad. di Francesca Rimondi, a cura di Luigi Bernardi, Collana Le porte, Roma, Fazi, 2003, ISBN 978-88-811-2404-6
  - I diabolici, trad. di Federica Di Lella e Giuseppe Girimonti Greco, Collana Fabula n.276, Milano, Adelphi, 2014, ISBN 978-88-459-2917-5
- Les Visages de l'ombre, Paris, Denoël (1953)
  - In fondo al pozzo, Il Romanzo per tutti, Milano, Corriere della Sera, 1955
  -  I volti dell'ombra, traduzione di Federica Di Lella e Maria Laura Vanorio, Collana Fabula n.392, Milano, Adelphi, 2023, ISBN 978-88-459-3799-6.
- D'entre les morts, 1954
  -  Il paese dell'ombra, Il Romanzo per tutti anno XI n.12, Milano, Corriere della Sera, 15 giugno 1955.
  - La donna che visse due volte, Milano, Garzanti, 1958; Milano, Mondadori, 1977; Palermo, Sellerio, 2003; Milano, Adelphi, 2016
- Les Louves (1955)
  -  Le lupe, traduzione di Lorenza Di Lella e Francesca Sala, Collana Fabula n.406, Milano, Adelphi, 2024, ISBN 978-88-459-3901-3.
- Le Mauvais Œil (1956)
- Au bois dormant (1956)
- Les Magiciennes, 1957
  - Misterius, Collana Serie Gialla n.226, Milano, Garzanti, 1962
  - Le incantatrici, trad. di Federica Di Lella  e Lorenza Di Lella, Collana Fabula n.289, Milano, Adelphi, 2016, ISBN 978-88-459-2994-6.
- À cœur perdu (1959)
- Il quarto colpo (L'ingénieur aimait trop les chiffres, 1958), Collana Serie Gialla n.173, Milano, Garzanti, 1960; Milano, Mondadori, 2009.
- Sepolcro d'acqua (Maléfices, 1961), Collana UEF n.494, Milano, Feltrinelli, 1964.
- Maldonne (1962)
- Le vittime (Les Victimes, 1964), Milano, Mondadori, 1997.
- Pezzi d'uomo scelti (… Et mon tout est un homme, 1965), Il brivido e l'avventura, Milano, Feltrinelli, 1967; Collana Gialli n.53, Milano, Garzanti, 1974; Milano, Mondadori, 2015
- La mort a dit: Peut-être (1967)
- La Porte du large (1969)
- Delirium, suivi de L'Île (1969)
- Les Veufs, 1970 
  - I vedovi, trad. di Igor Longo, Collana Giallo Mondadori n.2579, Milano, 1998; Palermo, Sellerio, 2006.
  -  I vedovi, collana Fabula n.423, traduzione di Giuseppe Girimonti Greco e Ezio Sinigaglia, Milano, Adelphi, 2025, ISBN 978-88-459-4013-2.
- La Vie en miettes (1972)
- Operazione Primula (Opération Primevère, 1973), Milano, Sonzogno, 1973
- Frère Judas (1974)
- La Tenaille (1975)
- La Lèpre (1976)
- L'Âge bête (1978)
- Carte vermeil (1979)
- Les Intouchables (1980)
- Terminal (Terminus, 1980), Collana Il Giallo Mondadori n.1732, Milano, 1992
- Box-office (1981)
- Mamie (1983)
- Les Eaux dormantes (1984)
- La Dernière Cascade (1984)
- Schuss (1985)
- Mister Hyde (1987), Collana Il Giallo Mondadori n.2514, Milano, 1997
- Champ clos (1988)
- Le Contrat (1988)
- J'ai été un fantôme (1989)
- Le Bonsaï (1990)
- Le Soleil dans la main (1990)
- La main passe (1991)
- Les Nocturnes (1991)